# (34765) 2001 QG199
2001 QG199 (asteroide 34765) é um asteroide da cintura principal. Possui uma excentricidade de 0.07669770 e uma inclinação de 4.51303º.
Este asteroide foi descoberto no dia 22 de agosto de 2001 por LINEAR em Socorro.